# Loraine (Kalifornia)
Loraine (dawniej Paris i Paris-Loraine) – obszar niemunicypalny w hrabstwie Kern, w Kalifornii (Stany Zjednoczone), na wysokości 814 m. Znajduje się około 19 km na północ od miasta Tehachapi.